# Eburia stigma
Eburia stigma es una especie de escarabajo longicornio del género Eburia, tribu Eburiini, familia Cerambycidae. Fue descrita científicamente por Olivier en 1795.
Se distribuye por Bahamas, Belice, Costa Rica, Cuba, Estados Unidos, Guatemala, Haití, Honduras, México, Nicaragua y República Dominicana.

## Descripción
La especie mide 8-22,5 milímetros de longitud. El período de vuelo ocurre en los meses de abril, mayo, junio y julio.